# Эксл Роуз
Эксл Роуз (англ. Axl Rose, урожд. Уильям Брюс Роуз-мл. (англ. William Bruce Rose Jr.), позже Уильям Брюс Бейли (англ. William Bruce Bailey); род. 6 февраля 1962, Лафейетт, Индиана) — американский музыкант, фронтмен и вокалист группы Guns N' Roses. Из-за своего мощного и широкого вокального диапазона и энергичных концертных выступлений Роуз был назван одним из величайших вокалистов всех времён различными средствами массовой информации, включая Rolling Stone и NME.
После 1994 года Роуз исчез из поля зрения на несколько лет. В это время группа распалась из-за личных и музыкальных разногласий. Как её единственный оставшийся оригинальный участник, он был в состоянии продолжать работать под именем Guns N' Roses, потому что юридически имел права на название группы. В 2001 году он появился с новым составом Guns N' Roses на Rock in Rio и впоследствии сыграл несколько периодических концертных туров в поддержку долгожданного альбома Chinese Democracy (2008), который превысил коммерческие ожидания музыкальной индустрии после его релиза.

## Биография

### Детство и юность
Эксл Роуз родился 6 февраля 1962 года под именем Уильям Брюс Роуз-младший в Лафайете (штат Индиана, США). Он был старшим ребенком Шарон Элизабет (урождённой Линтнер), тогда ей было 16 лет, и она ещё училась в средней школе, и Уильяма Брюса Роуза-старшего, которому было тогда 20 лет. Он имеет шотландскую и ирландскую родословную со стороны биологического отца, и немецкую родословную со стороны матери. Его отец описывался как «проблемный и харизматичный местный правонарушитель», а беременность матери Роуза была незапланированной. Его родители развелись, когда Роузу было примерно два года, что побудило его отца похитить и якобы домогаться его, прежде чем исчезнуть из Лафайета. Его мать вступила в повторный брак со Стивеном Л. Бейли и сменила имя сына на Уильяма Брюса Бейли. У него есть два младших родственника — сестра Эми и сводный брат Стюарт. Будучи маленькими детьми, Эксл, его братья и сестры регулярно подвергались избиениям. До 17 лет Роуз верил, что Бэйли его биологический отец. Он никогда не встречал своего биологического отца, будучи взрослым; Уильям Роуз старший был убит в Марионе (штат Иллинойс) в 1984 году членом преступной группировки, который был осуждён, хотя тело так и не было найдено. Роуз узнал об убийстве лишь несколько лет спустя.
Дом Бэйли был очень религиозным; Роуз и его семья посещали пятидесятническую церковь, где он должен был посещать службы три-восемь раз в неделю и даже преподавал в воскресной школе. Позже Роуз вспоминал деспотичное воспитание, заявив: «У нас были телевизоры один раз в неделю, но затем мой отчим выбросил их, поскольку считал, что они были сатанинскими вещами. Мне не разрешали слушать музыку. Женщины были злом. Всё было злом». Он обвинил своего отчима в физическом насилии над ним и его братьями и сестрами, и в сексуальном насилии над его сестрой. Роуз находил утешение в музыке с ранних лет. С пятилетнего возраста он пел в церковном хоре и выступал на богослужениях со своим братом и сестрой под именем Трио Бэйли.
В средней школе Джефферсона он участвовал в школьном хоре и изучал фортепиано. Роуз начал развивать «разные голоса» во время хоровой практики, чтобы сбить с толку своего учителя. В конце концов он сформировал группу со своими друзьями, одним из которых был Джефф Исбелл, позже известный как Иззи Стрэдлин.
В возрасте 17 лет, просматривая страховые документы в доме своих родителей, Роуз узнал о существовании своего биологического отца, и он неофициально переписал своё имя при рождении. Однако он называл себя только У. Роуз, потому что не хотел связывать своё имя со своим биологическим отцом.
После обнаружения своего истинного семейного происхождения Роуз стал местным несовершеннолетним преступником в Лафайете. Он был арестован более двадцати раз по обвинениям, таким, как появление пьяным в общественном месте и избиение, из-за чего отбывал тюремный срок до трёх месяцев. После того, как власти Лафайета угрожали обвинить его как обычного преступника, Роуз переехал в Лос-Анджелес в декабре 1982 года. Переехав в Лос-Анджелес, он стал настолько поглощённым своей группой AXL, что его друзья предложили ему называть себя Axl Rose. Он юридически изменил свое имя на W. Axl Rose до подписания контракта с Geffen Records в марте 1986 года.

## Музыкальная карьера

### 1983—1986: Ранние годы
Вскоре после прибытия в Лос-Анджелес Роуз присоединился к группе Rapidfire, с которой он записал демо c четырьмя песнями в мае 1983 года. После распада группы он присоединился к первому составу L.A. Guns, до формирования группы Hollywood Rose с его другом детства Иззи Стрэдлином, который переехал в Лос-Анджелес в 1980 году. В январе 1984 года группа записала демо из пяти песен, включая треки «Anything Goes», «Rocker», «Shadow of Your Love» и «Reckless Life», которые были выпущены в 2004 году на сборнике The Roots of Guns N’ Roses.
В марте 1985 года Роуз и его бывший коллега по группе Трэйси Ганз основали Guns N' Roses путём слияния двух групп Hollywood Rose и L.A. Guns. В июне, после нескольких изменений в составе, группа состояла из Роуза, гитариста Слэша, ритм-гитариста Иззи Стрэдлина, басиста Даффа Маккагана, и ударника Стивена Адлера. Группа привлекла внимание нескольких крупных звукозаписывающих лейблов. В марте 1986 года группа подписала контракт с Geffen Records.

### 1987—1989: Прорыв сAppetite for Destruction
В июле 1987 года Guns N 'Roses выпустили свой дебютный альбом Appetite for Destruction. Несмотря на то, что запись получила хорошие отзывы критиков, коммерческий старт альбома был очень медленным: в первый год было продано только 500 тысяч копий. Тем не менее, подпитываемый неустанными гастролями группы и успехом основного сингла «Sweet Child o' Mine» (посвящение Роуза его тогдашней подруге Эрин Эверли), альбом поднялся на позицию № 1 в чарте США в августе 1988 года и в феврале 1989 года. На сегодняшний день продано более 28 миллионов копий альбома по всему миру, 18 миллионов из которых в Соединённых Штатах, что делает его самым продаваемым дебютным альбомом всех времён в США.
Во время выступления группы на фестивале «Monsters of Rock» в Касл-Донингтоне (Англия) в августе 1988 года два фаната были раздавлены насмерть, когда многотысячная толпа начала слэм к песне «It’s So Easy». Роуз останавливал концерт несколько раз, чтобы успокоить публику. С тех пор он часто обращается со сцены к поклонникам и даёт указания сотрудникам службы безопасности, порой останавливая концерты для решения вопросов в толпе. В результате смертей на Monsters of Rock фестиваль был отменён в следующем году. Ведущий MTV Курт Лодер описал Роуза как «возможно лучшего хард-рок певца в настоящее время на сцене и, конечно, самого харизматичного».

### 1990—1993: международный успех из-за «Use Your Illusion»
В начале 1990 года Guns N' Roses вернулись в студию, чтобы начать запись продолжения «Appetite for Destruction». Сначала запись шла очень плохо из-за борьбы Стивена Адлера с наркоманией, из-за которой постоянно прерывалась запись (несколько раз в день), а также делала его апатичным человеком в данный период. Адлер был уволен в июле следующего года и заменён Мэттом Сорумом из «The Cult». Клавишник Диззи Рид также присоединился к группе в том же году по настоянию Роуза. Сорум и Рид сыграли свой первый концерт с Guns N' Roses в Rock in Rio-2 в январе 1991 года. Группа уволила своего давнего менеджера Алана Нивена в мае того года. По слухам, Роуз вынудил уволить Нивена вопреки желанию его коллег по группе, отказываясь завершать новый альбом, пока Нивен не уйдёт. Его заменил Дуг Голдштейн.
В мае 1991 года, всё ещё не имея альбома для продвижения, группа на 2,5 года выехала в тур «Use Your Illusion Tour», который стал известен своим не только финансовым успехом, но и бесчисленными спорными инцидентами, которые произошли во время шоу, включая задержку начала выступлений, разглагольствования на сцене, а также беспорядки.
В сентябре 1991 года, когда было подготовлено достаточно материала для двух альбомов, Guns N' Roses выпустили альбомы под названиями «Use Your Illusion I» и «Use Your Illusion II», которые были в топе «Billboard 200» на втором и первом местах соответственно, этот успех ещё не был достигнут ни одной другой группой. Однако к выходу альбомов отношения Роуза с его коллегами по группе становились всё более напряжёнными. Его друг детства Иззи Стрэдлин внезапно покинул группу в ноябре 1991 года; его заменил Гилби Кларк из группы «Kill For Thrills».

### 1994—2000: перерыв
Не посовещавшись с коллегами по группе, Роуз не продлил контракт Гилби Кларка с группой в июне 1994 года, так как утверждал, что Кларк всего лишь «наёмная рука». Напряжение между Роузом и Слэшем достигло предела, когда обнаружилось, что Роуз нанял своего друга детства Пола Тобиаса в качестве замены Кларку. Несмотря на то, что группа записывала в это время материал, в конечном итоге он не использовался, потому что, по словам Роуза, отсутствие сотрудничества не позволяло им создавать свои лучшие работы. Слэш окончательно покинул Guns N' Roses в октябре 1996 года из-за разногласий с Роузом, в то время как Мэтт Сорум был уволен в июне 1997 года после ссоры по поводу участия Тобиаса в группе. Дафф Маккаган покинул группу в августе того же года, оставив Роуза и Диззи Рида единственными оставшимися членами группы в эру «Use Your Illusion».
Когда стабильность Guns N' Roses рухнула, Роуз вышел из поля зрения общественности. Группа никогда официально не распадалась, хоть и не гастролировала, и не выступала в течение нескольких лет, соответственно новых песен не было выпущено тоже. Роуз продолжал набирать новых музыкантов для замены членов группы, которые либо ушли, либо были уволены. К концу 1990-х его считали отшельником, он редко появлялся на публике и проводил большую часть своего времени в своем особняке в Малибу. Роуз, как говорили, проводил свои ночи, репетируя и сочиняя с различными новыми составами Guns N' Roses, работая над следующим альбомом группы под названием «Chinese Democracy».

## Личная жизнь
Эксл познакомился с моделью и актрисой Эрин Эверли, дочерью Дона Эверли из The Everly Brothers в начале 1986 года в нью-йоркском клубе. Летом они начали встречаться. Девушка переехала в Лос-Анджелес, чтобы быть с возлюбленным, а затем они поселились вместе в её квартире. Эрин продолжала работать моделью, чтобы платить за жилье. Никто не думал, что их связь затянется надолго: Эксл с Эрин часто дрались, с воплями и битьём посуды, после чего либо Эрин, либо соседи вызывали полицию. Отношения длились четыре беспокойных года и находили отражение почти во всех песнях Guns N' Roses того периода. Эрин можно увидеть в клипах «It’s So Easy» (официально не вышедший) и «Sweet Child o' Mine».
27 апреля 1990 года, утверждает Эрин, Роуз неожиданно появился перед её дверью в 4 часа утра. Он сказал, что у него в машине пистолет и что он застрелится, если она не выйдет за него замуж. Они поженились на следующий же день, 28 апреля, в Лас-Вегасе. Свадьбу гуляли 27 дней. В сентябре Эрин узнала, что беременна. Но 29 октября, на третьем месяце беременности, у Эрин случился выкидыш. Эксл отправился в дом на Голливудских холмах, куда пара планировала въехать с ребёнком, и разнёс там всё в щепки. Ущерб исчислялся сотнями тысяч долларов. Эксл практически потерял рассудок. На следующий день Эрин вошла в дом и разгромила то, что осталось. Спустя месяц, в ноябре 1990 года, после очередной драки, она навсегда покинула Роуза.
В 1991 году Guns N' Roses требовалась молодая актриса на роль второй половины Эксла в трёх клипах, и они пригласили американскую топ-модель Стефани Сеймур. Когда Стефани взяли на роль спасительницы Эксла в «Don’t Cry» и его невесты в «November Rain», девушка мгновенно пленила его сердце. Эксл позвонил ей вечером того же дня, когда они впервые встретились на съёмках, и вскоре их уже видели обнимающимися в передних рядах на модных показах.
Эксл Роуз выступал, испытывая нечеловеческий стресс, поскольку через три недели после объявления о помолвке в феврале 1993-го они со Стефани Сеймур тяжело расстались. Эксл подозревал её в измене, высказал ей свои упреки, и в марте Стефани сбежала из их дома. Девять месяцев спустя, в конце 1993-го, она родила сына газетному магнату Питеру Брандту. (В следующем году Стефани Сеймур и Питер Брандт поженились).
В том же 1993 году Роуз познакомился с моделью Дженнифер Драйвер, которая снялась в клипе Guns N' Roses на песню «Since I Don’t Have You». Однако в 1994-м пара разошлась. Причина неизвестна, но после расставания Дженнифер хорошо отзывалась об Эксле.

## Дискография

### Guns N' Roses
- Appetite for Destruction (1987)
- G N' R Lies (1988)
- Use Your Illusion I (1991)
- Use Your Illusion II (1991)
- The Spaghetti Incident? (1993)
- Chinese Democracy (2008)

### Hollywood Rose
- The Roots of Guns N’ Roses (2004)

## Фильмография
| Год  |    | Русское название              | Оригинальное название         | Роль                   |
| ---- | -- | ----------------------------- | ----------------------------- | ---------------------- |
| 1988 | ф  | Смертельный список            | The Dead Pool                 | Музыкант на похоронах  |
| 2004 | ки | Grand Theft Auto: San Andreas | Grand Theft Auto: San Andreas | DJ Томми «Кошмар» Смит |